# 2023년 튀르키예-시리아 지진에 대한 인도적 대응
다양한 국가와 조직이 2023년 2월 6일 튀르키예-시리아 지진에 대응했다. 최소 105개국과 16개 국제기구가 인도적 지원을 포함해 지진 피해자들에 대한 지원을 약속했다. 11개 이상의 국가에서 수색구조견을 팀에 파견하여 잔해 아래에 있는 피해자를 찾을 수 있었고 금전적 지원도 제공되었다.
그러나 시리아에 대한 봉사 활동은 튀르키예에 대한 봉사보다 "덜 열성적"이었다. 그 이유는 대부분 시리아에 대한 국제 제재와 인도주의 단체가 통제 영역 밖에서 활동하는 것을 정부가 제한했기 때문이다.